# Comunidade Urbana
Uma Comunidade Urbana (acrónimo ComUrb), era uma área urbana portuguesa, um dos novos conceitos de subdivisão administrativa do país na altura da sua criação. Deviam ter um número de habitantes superior a 150 000 e inferior a 350 000.
Portugal teve doze ComUrbs:
- ComUrb do Oeste.
- ComUrb do Vale do Sousa
- ComUrb de Leiria
- ComUrb da Lezíria do Tejo
- ComUrb do Baixo Alentejo
- ComUrb de Trás-os-Montes
- ComUrb de Valimar
- ComUrb do Centro Alentejo
- ComUrb do Baixo Tâmega
- ComUrb do Douro
- ComUrb do Médio Tejo
- ComUrb das Beiras

Atualmente, as Comunidades Urbanas foram extintas, sendo substituídas pelas Comunidades Intermunicipais.